# Danh sách xa lộ liên tiểu bang
Các xa lộ liên tiểu bang chính yếu (tiếng Anh: Primary Interstate Highways) là các xa lộ then chốt thuộc Hệ thống Xa lộ Liên tiểu bang của Hoa Kỳ, và chúng được đặt tên gồm có từ "Interstate" (liên tiểu bang) và một mã số (1 hoặc 2-chữ số). Các mã số xa lộ chẵn được đặt cho các xa lộ chạy theo hướng đông-tây, với mã số xa lộ thấp hơn nằm xa về phía nam Hoa Kỳ (Ví dụ I-10 ở phía nam) và mã số xa lộ lớn hơn nằm xa ở phía bắc (I-90 ở phía bắc Hoa Kỳ). Tương tự, mã số xa lộ lẻ được đặt cho các xa lộ liên tiểu bang chạy hướng bắc-nam, với mã số xa lộ thấp hơn nằm xa về phía tây Hoa Kỳ (I-5 ở phía tây) và mã số xa lộ lớn hơn nằm xa về phía đông Hoa Kỳ (I-95 ở phía đông).
Có 5 cặp mã số xa lộ bị trùng lặp trong hệ thống; các cặp xa lộ mang mã số trùng lặp được đặt nằm cách xa nhau bởi quãng đường rất xa để tránh lầm lẫn. Các cặp xa lộ mang mã số trùng lặp với nhau được phân biệt bởi từ "West" (tây) và "East" (đông).
Các xa lộ liên tiểu bang 3-chữ số là các xa lộ nhánh ngắn, xa lộ vành đai, thường thường phục vụ các khu ngoại ô và thành phố lớn. Hai chữ số cuối cùng của một xa lộ liên tiểu bang 3-chữ số luôn luôn là mã số của xa lộ liên tiểu bang mẹ, tức là xa lộ liên tiểu bang chính yếu mà xa lộ liên tiểu bang 3-chữ số được sinh ra. Nếu chữ số đầu tiên là lẻ thì xa lộ đó là một xa lộ nhánh ngắn và chữ số đầu chẵn là xa lộ vành đai. Các xa lộ liên tiểu bang 3-chữ số được nhắc đến trong bài nói về xa lộ mẹ của chúng. Những xa lộ nào có riêng bài viết thì được liên kết ở dưới đây.

## Các xa lộ liên tiểu bang chính yếu
Có 66 xa lộ liên tiểu bang chính yếu được liệt kê trong bản dưới đây trong số đo có 43 xa lộ liên tiểu bang chính yếu có xa lộ phụ trợ hay xa lộ 3-chữ số. Chiều dài của các xa lộ được liệt kê được tính cho đến ngày 31 tháng 10 năm 2002.
Các xa lộ có chữ số sau cùng là 0 hay 5 được tô đậm bằng màu  xanh lá.
| Xa lộ liên tiểu bang | Lộ trình, tiểu bang phục vụ & các xa lộ liên quan (* không cắm biển là Xa lộ liên tiểu bang) (xếp theo số tiểu bang phục vụ) | Chiều dài (mi.) |
| I-4                  | Tampa, Florida (I-275) đến Daytona Beach, Florida (I-95) Xa lộ liên tiểu bang nội tiểu bang tại Florida Các xa lộ liên quan: không | 132,30          |
| I-5                  | San Ysidro, California (México và MX-1) đến Blaine, Washington (Canada và BC 99) 3 tiểu bang được phục vụ: CA, OR, WA Các xa lộ liên quan: I-105, I-205, I-305*, I-405, I-505, I-605, I-705, I-805                                      | 1.381,29        |
| I-8                  | San Diego, California (Đại lộ Sunset Cliffs) đến Casa Grande, Arizona (I-10) 2 tiểu bang được phục vụ: CA, AZ Các xa lộ liên quan: không                                                                                                | 348,25          |
| I-10                 | Santa Monica, California (CA-1) đến Jacksonville, Florida (I-95) 8 tiểu bang được phục vụ: CA, AZ, NM, TX, LA, MS, AL, FL Các xa lộ liên quan: I-110, I-210, I-310, I-410, I-510, I-610, I-710, I-910*                                  | 2.460,34        |
| I-12                 | Baton Rouge, Louisiana (I-10) đến Slidell, Louisiana (I-10 / I-59) Xa lộ liên tiểu bang nội tiểu bang tại Louisiana Các xa lộ liên quan: không                                                                                          | 85,59           |
| I-15                 | San Diego, California (I-8/CA-15) đến Sweetgrass, Montana (Canada và Hwy 4) 6 tiểu bang được phục vụ: CA, NV, AZ, UT, ID, MT Các xa lộ liên quan: I-115, I-215, I-315*, I-515                                                           | 1.433,52        |
| I-16                 | Macon, Georgia (I-75) đến Savannah, Georgia (Phố Montgomery) Xa lộ liên tiểu bang nội tiểu bang tại Georgia Xa lộ liên quan: I-516 | 166,81          |
| I-17                 | Phoenix, Arizona (I-10) đến Flagstaff, Arizona (AZ-89A) Xa lộ liên tiểu bang nội tiểu bang tại Arizona Các xa lộ liên quan: không | 145,76          |
| I-19                 | Nogales, Arizona (México và MX-15) đến Tucson, Arizona (I-10) Xa lộ liên tiểu bang nội tiểu bang tại Arizona Các xa lộ liên quan: không                                                                                                 | 63,60           |
| I-20                 | Kent, Texas (I-10) đến Florence, South Carolina (I-95) 6 tiểu bang được phục vụ: TX, LA, MS, AL, GA, SC Các xa lộ liên quan: I-220, I-520, I-820                                                                                        | 1.539,38        |
| I-22                 | Memphis, Tennessee (I-55 & I-40) đến Birmingham, Alabama (I-65/US 31) 2 tiểu bang được phục vụ: Mississippi, Alabama. Có kế hoạch thêm 1: Tennessee Xa lộ liên quan được dự tính: I-422                                                 | 213,0           |
| I-24                 | Pulley's Mill, Illinois (I-57) đến Chattanooga, Tennessee (I-75) 4 tiểu bang được phục vụ: Illinois, Kentucky, Tennessee, Georgia Xa lộ liên quan: I-124                                                                                | 316,36          |
| I-25                 | Las Cruces, New Mexico (I-10) đến Buffalo, Wyoming (I-90) 3 tiểu bang được phục vụ: New Mexico, Colorado, Wyoming Xa lộ liên quan: I-225                                                                                                | 1.062,77        |
| I-26                 | Kingsport, Tennessee (US-11W) đến Charleston, South Carolina (US-17) 3 tiểu bang được phục vụ: Tennessee, North Carolina, South Carolina Các xa lộ liên quan: I-126, I-526                                                              | 349             |
| I-27                 | Lubbock, Texas (US-87) đến Amarillo, Texas (I-40) Xa lộ liên tiểu bang nội tiểu bang tại Texas Các xa lộ liên quan: không | 124,13          |
| I-29                 | Kansas City, Missouri (I-35 & I-70) đến Pembina, North Dakota (Canada và US 81 và PTH 29) 4 tiểu bang được phục vụ: Missouri, Iowa, South Dakota, North Dakota Các xa lộ liên quan: I-129, I-229                                        | 755,51          |
| I-30                 | Fort Worth, Texas (I-20) đến North Little Rock, Arkansas (I-40) 2 tiểu bang được phục vụ: Texas, Arkansas Các xa lộ liên quan: I-430, I-530, I-630                                                                                      | 366,76          |
| I-35                 | Laredo, Texas (México) đến Duluth, Minnesota (MN-61) 6 tiểu bang được phục vụ: TX, OK, KS, MO, IA, MN Các xa lộ liên quan: I-35E, I-35W, I-135, I-235, I-335, I-435, I-535, I-635                                                       | 1.568,38        |
| I-37                 | Corpus Christi, Texas (US-181) đến San Antonio, Texas (I-35) Xa lộ liên tiểu bang nội tiểu bang tại Texas Các xa lộ liên quan: không | 143,00          |
| I-39                 | Normal, Illinois (I-55) đến Wausau, Wisconsin (WIS 29 & US-51) 2 tiểu bang được phục vụ: Illinois, Wisconsin Các xa lộ liên quan: không                                                                                                 | 306,14          |
| I-40                 | Barstow, California (I-15) đến Wilmington, North Carolina (U.S. 117/NC-132) 8 tiểu bang được phục vụ: CA, AZ, NM, TX, OK, AR, TN, NC Các xa lộ liên quan: I-140, I-240, I-440, I-540, I-640, I-840                                      | 2.554,10        |
| I-43                 | Beloit, Wisconsin (I-39 và I-90) đến Howard, Wisconsin (US-41 và US-141) Xa lộ liên tiểu bang nội tiểu bang tại Wisconsin Các xa lộ liên quan: không                                                                                    | 191,55          |
| I-44                 | Wichita Falls, Texas (US-277, US-281, và US-287) đến St. Louis, Missouri (I-55) 3 tiểu bang được phục vụ: Texas, Oklahoma, Missouri Các xa lộ liên quan: I-244, I-444*                                                                  | 633,79          |
| I-45                 | Galveston, Texas (TX-87) đến Dallas, Texas (I-30) Xa lộ liên tiểu bang nội tiểu bang tại Texas Xa lộ liên quan: I-345* | 284,91          |
| I-49                 | Lafayette, Louisiana (I-10) đến Shreveport, Louisiana (I-20) Xa lộ liên tiểu bang nội tiểu bang tại Louisiana Các xa lộ liên quan: không                                                                                                | 208,25          |
| I-55                 | Laplace, Louisiana (I-10) đến Chicago, Illinois (US-41, Lake Shore Drive) 6 tiểu bang được phục vụ: LA, MS, TN, AR, MO, IL Các xa lộ liên quan: I-155, I-255, I-355                                                                     | 964,25          |
| I-57                 | Miner, Missouri (I-55) đến Chicago, Illinois (I-94) 2 tiểu bang được phục vụ: Missouri, Illinois Các xa lộ liên quan: không | 386,12          |
| I-59                 | Slidell, Louisiana (I-10 & I-12) đến Lookout Mountain, Georgia (I-24) 4 tiểu bang được phục vụ: Louisiana, Mississippi, Alabama, Georgia Các xa lộ liên quan: I-359, I-459, I-759                                                       | 445,23          |
| I-64                 | Wentzville, Missouri (I-70) đến Chesapeake, Virginia (I-264 & I-664) 6 tiểu bang được phục vụ: MO, IL, IN, KY, WV, VA Các xa lộ liên quan: I-164, I-264, I-464, I-564, I-664                                                            | 953,74          |
| I-65                 | Mobile, Alabama (I-10) đến Gary, Indiana (I-90) 4 tiểu bang được phục vụ: Alabama, Tennessee, Kentucky, Indiana Các xa lộ liên quan: I-165, I-265, I-465, I-565, I-865                                                                  | 887,30          |
| I-66                 | Middletown, Virginia (I-81) đến Washington, D.C. (US-29) 2 tiểu bang được phục vụ: Virginia, Đặc khu Columbia Các xa lộ liên quan: không                                                                                                | 76,28           |
| I-68                 | Morgantown, West Virginia (I-79) đến Hancock, Maryland (I-70) 2 tiểu bang được phục vụ: West Virginia, Maryland Các xa lộ liên quan: không                                                                                              | 112,9           |
| I-69                 | Indianapolis, Indiana (I-465) đến Port Huron, Michigan (Canada và Hwy 402) 5 tiểu bang được phục vụ: MS, TN, KY, IN, MI. Dự tính thêm 3 xa lộ: TX, LA, AR Các xa lộ liên quan: I-469; Tương lai: I-269; Kế hoạch: I-369                 | 458,12          |
| I-70                 | Cove Fort, Utah (I-15) đến Baltimore, Maryland (I-695) 10 tiểu bang được phục vụ: UT, CO, KS, MO, IL, IN, OH, WV, PA, MD Các xa lộ liên quan: I-170, I-270, I-370, I-470, I-670                                                         | 2.153,13        |
| I-71                 | Louisville, Kentucky (I-64) đến Cleveland, Ohio (I-90) 2 tiểu bang được phục vụ: Kentucky, Ohio Các xa lộ liên quan: I-271, I-471 | 343,78          |
| I-72                 | Hannibal, Missouri (US-61) đến Champaign, Illinois (I-57) 2 tiểu bang được phục vụ: Missouri, Illinois Xa lộ liên quan: I-172 | 179,29          |
| I-73                 | Candor, North Carolina (US-220) đến Greensboro, North Carolina (I-40 & I-85) Xa lộ liên tiểu bang nội tiểu bang tại North Carolina Các xa lộ liên quan: không                                                                           | 33,5            |
| I-74                 | Tây Bettendorf, Iowa (I-80) đến Cincinnati, Ohio (I-75) 7 tiểu bang được phục vụ: IA, IL, IN, OH, WV, VA, NC Xa lộ liên quan: I-474 | 428,81          |
| I-74                 | Đông Cana, Virginia (I-77) đến Mount Airy, North Carolina (US-52) 2 tiểu bang được phục vụ: Virginia, North Carolina. Dự tính thêm 1 xa lộ: West Virginia Các xa lộ liên quan: không                                                    | 12,10           |
| I-75                 | Hialeah, Florida (FL-826) đến Sault Ste. Marie, Michigan (Canada) 6 tiểu bang được phục vụ: FL, GA, TN, KY, OH, MI Các xa lộ liên quan: I-175, I-275, I-375, I-475, I-575, I-675                                                        | 1.786,47        |
| I-76                 | Tây Denver, Colorado (I-70) đến Big Springs, Nebraska (I-80) 2 tiểu bang được phục vụ: Colorado, Nebraska Các xa lộ liên quan: không | 187,34          |
| I-76                 | Đông Westfield Center, Ohio (I-71) đến Camden, New Jersey (I-295) 3 tiểu bang được phục vụ: Ohio, Pennsylvania, New Jersey Các xa lộ liên quan: I-176, I-376, I-476, I-676                                                              | 434,36          |
| I-77                 | Columbia, South Carolina (I-26) đến Cleveland, Ohio (I-90) 5 tiểu bang được phục vụ: South Carolina, North Carolina, Virginia, West Virginia, Ohio Các xa lộ liên quan: I-277                                                           | 610,10          |
| I-78                 | Xã Union, Pennsylvania (I-81) đến New York, New York 3 tiểu bang được phục vụ: Pennsylvania, New Jersey, New York Các xa lộ liên quan: I-278, I-478*, I-678, I-878*                                                                     | 143,56          |
| I-79                 | Charleston, West Virginia (I-77) đến Erie, Pennsylvania (PA-5) 2 tiểu bang được phục vụ: West Virginia, Pennsylvania Các xa lộ liên quan: I-279, I-579                                                                                  | 343,24          |
| I-80                 | San Francisco, California (Quốc lộ Hoa Kỳ 101) đến Fort Lee, New Jersey (I-95) 11 tiểu bang được phục vụ: CA, NV, UT, WY, NE, IA, IL, IN, OH, PA, NJ Các xa lộ liên quan: I-180, I-280, I-380, I-480, I-580, I-680, I-780, I-880, I-980 | 2.899,54        |
| I-81                 | Dandridge, Tennessee (I-40) đến Fisher's Landing, New York (Canada) 6 tiểu bang được phục vụ: TN, VA, WV, MD, PA, NY Các xa lộ liên quan: I-381, I-481, I-581                                                                           | 854,89          |
| I-82                 | Ellensburg, Washington (I-90) đến Hermiston, Oregon (I-84) 2 tiểu bang được phục vụ: Washington, Oregon Xa lộ liên quan: I-182 | 143,58          |
| I-83                 | Baltimore, Maryland đến Harrisburg, Pennsylvania (I-81) 2 tiểu bang được phục vụ: Maryland, Pennsylvania Xa lộ liên quan: I-283 | 85,3            |
| I-84                 | Tây Portland, Oregon (I-5) đến Echo, Utah (I-80) 3 tiểu bang được phục vụ: Oregon, Idaho, Utah Xa lộ liên quan: I-184 | 769,62          |
| I-84                 | Đông Scranton, Pennsylvania (I-81) đến Sturbridge, Massachusetts (I-90) 4 tiểu bang được phục vụ: Pennsylvania, Tiểu bang New York, Connecticut, Massachusetts Các xa lộ liên quan: I-384, I-684                                        | 232,4           |
| I-85                 | Montgomery, Alabama (I-65) đến Petersburg, Virginia (I-95) 5 tiểu bang được phục vụ: Alabama, Georgia, South Carolina, North Carolina, Virginia Các xa lộ liên quan: I-185, I-285, I-385, I-485, I-585, I-785, I-985; Dự tính: I-685    | 668,75          |
| I-86                 | Tây Heyburn, Idaho (I-84) đến Pocatello, Idaho (I-15) Xa lộ liên tiểu bang nội tiểu bang tại Idaho Các xa lộ liên quan: không | 62,85           |
| I-86                 | Đông Erie, Pennsylvania (I-90) đến Elmira, New York (NY-17) 2 tiểu bang được phục vụ: Pennsylvania, New York Các xa lộ liên quan: không                                                                                                 | 183,56          |
| I-87                 | New York, New York (I-278) đến Champlain, New York (Canada) Xa lộ liên tiểu bang nội tiểu bang tại tiểu bang New York ‘‘Các xa lộ liên quan: I-287, I-587, I-787                                                                        | 333,49          |
| I-88                 | Tây Barstow, Illinois (I-80) đến Chicago, Illinois (I-290) Xa lộ liên tiểu bang nội tiểu bang tại Illinois Các xa lộ liên quan: không                                                                                                   | 140,6           |
| I-88                 | Đông Binghamton, New York (I-81) đến Schenectady, New York (I-90) Xa lộ liên tiểu bang nội tiểu bang tại tiểu bang New York Các xa lộ liên quan: không                                                                                  | 117,75          |
| I-89                 | Bow, New Hampshire (I-93) đến Highgate Springs, Vermont (Canada) 2 tiểu bang được phục vụ: New Hampshire, Vermont Xa lộ liên quan: I-189                                                                                                | 191,12          |
| I-90                 | Seattle, Washington (WA-519) đến Boston, Massachusetts (MA-1A) 13 tiểu bang được phục vụ: WA, ID, MT, WY, SD, MN, WI, IL, IN, OH, PA, NY, MA Các xa lộ liên quan: I-190, I-290, I-390, I-490, I-590, I-690, I-790, I-890, I-990         | 3.101,77        |
| I-91                 | New Haven, Connecticut/North Haven, Connecticut (I-95) đến Derby Line, Vermont (Canada) 3 tiểu bang được phục vụ: Connecticut, Massachusetts, Vermont Các xa lộ liên quan: I-291, I-391, I-691                                          | 290,37          |
| I-93                 | Canton, Massachusetts (I-95) đến St. Johnsbury, Vermont (I-91) 3 tiểu bang được phục vụ: Massachusetts, New Hampshire, Vermont Các xa lộ liên quan: I-293, I-393                                                                        | 189,95          |
| I-94                 | Billings, Montana (I-90) đến Port Huron, Michigan (Canada) 7 tiểu bang được phục vụ: MT, ND, MN, WI, IL, IN, MI Các xa lộ liên quan: I-194, I-294, I-394, I-494, I-694, I-794, I-894                                                    | 1.585,20        |
| I-95                 | Miami, Florida (US-1) đến Houlton, Maine (Canada) 15 tiểu bang được phục vụ: FL, GA, SC, NC, VA, MD, DE, PA, NJ, NY, CT, RI, MA, NH, ME Các xa lộ liên quan: I-195, I-295, I-395, I-495, I-595, I-695, I-795, I-895                     | 1.925,74        |
| I-96                 | Muskegon, Michigan (US-31) đến Detroit, Michigan (I-75) Xa lộ liên tiểu bang nội tiểu bang tại Michigan Các xa lộ liên quan: I-196, I-296*, I-496, I-696                                                                                | 192,06          |
| I-97                 | Annapolis, Maryland (US-50) đến Baltimore, Maryland (I-695) Xa lộ liên tiểu bang nội tiểu bang tại Maryland Các xa lộ liên quan: không                                                                                                  | 17,62           |
| I-99                 | Bedford, Pennsylvania (I-76) đến Bellefonte, Pennsylvania (I-80) Xa lộ liên tiểu bang nội tiểu bang tại Pennsylvania Các xa lộ liên quan: không                                                                                         | 85,0            |

## Các xa lộ liên tiểu bang bên ngoài chính địa Hoa Kỳ
Các xa lộ liên tiểu bang không chỉ nằm trong 48 tiểu bang Hoa Kỳ Lục địa mà còn hiện diện tại Hawaii, Alaska, và Puerto Rico.

### Xa lộ liên tiểu bang tại Hawaii
Xa lộ liên tiểu bang tại đảo Oʻahu, Hawaii được cắm biển với hình tấm mộc theo chuẩn Xa lộ liên tiểu bang cùng với mẫu tự "H-" đi trước mã số. Chúng là các xa lộ cao tốc được xây dựng theo cùng tiêu chuẩn của xa lộ liên tiểu bang trên chính địa Hoa Kỳ.
| Xa lộ liên tiểu bang | Lộ trình                                                                    | Chiều dài (dặm) |
| -------------------- | --------------------------------------------------------------------------- | --------------- |
| H-1                  | Kapolei, Hawaii (HI-93) đến Honolulu, Hawaii (HI-72) Xa lộ liên quan: H-201 | 27.16           |
| H-2                  | Pearl City, Hawaii (H-1) đến Wahiawa, Hawaii (HI-99)                        | 8.33            |
| H-3                  | Halawa, Hawaii (H-1 & H-201) đến Căn cứ Thủy quân lục chiến Hawaii          | 15.32           |

### Alaska và Puerto Rico
Cơ quan Quản trị Xa lộ Liên bang Hoa Kỳ cấp quỹ cho bốn xa lộ tại tiểu bang Alaska và ba xa lộ tại Puerto Rico theo cùng chương trình với các xa lộ liên tiểu bang khác tại chính địa Hoa Kỳ. Tuy nhiên, các xa lộ này không bắt buộc hội đủ tiêu chuẩn như các xa lộ liên tiểu bang tại chính địa Hoa Kỳ:
| “ | Các xa lộ thuộc Hệ thống Xa lộ Liên tiểu bang tại Alaska và Puerto Rico sẽ được thiết kế theo các tiêu chuẩn xây dựng và hình học sau cho phù hợp với yêu cầu giao thông hiện tại và có thể là tương lại cũng như những nhu cầu về xa lộ của địa phương. | ” |

#### Alaska

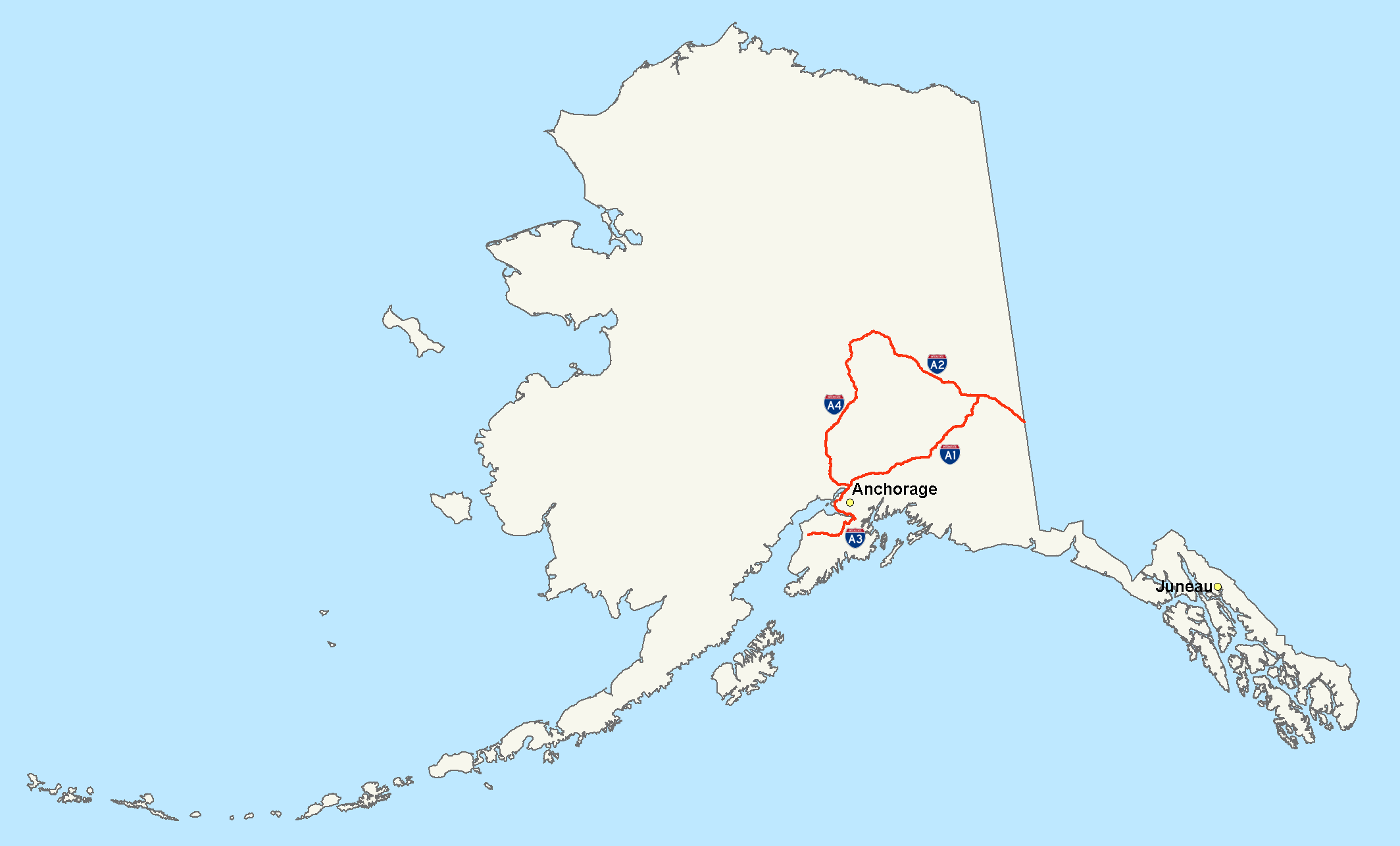
Bản đồ các xa lộ liên tiểu bang tại Alaska

Các xa lộ liên tiểu bang tại Alaska không có cắm biển dấu là xa lộ liên tiểu bang. Tuy nhiên chúng được cắm biển là xa lộ tiểu bang.
- Xa lộ Liên tiểu bang A-1
- Xa lộ Liên tiểu bang A-2
- Xa lộ Liên tiểu bang A-3
- Xa lộ Liên tiểu bang A-4

#### Puerto Rico

Bản đồ các xa lộ liên tiểu bang tại Puerto Rico

Giống như tiểu bang Alaska, Puerto Rico cắm biển các xa lộ liên tiểu bang của mình là các xa lộ lãnh thổ, và mã số của chúng không hợp với mã số xa lộ liên tiểu bang chính thức. Nhiều xa lộ lãnh thổ là xa lộ thu phí với tiêu chuẩn xa lộ cao tốc.
- Xa lộ Liên tiểu bang PRI-1
- Xa lộ Liên tiểu bang PRI-2
- Xa lộ Liên tiểu bang PRI-3